# 구조적 폭력
구조적 폭력(structural violence)은 어떤 사회 구조나 사회 제도가 사람들이 기본적인 필요나 권리를 충족하지 못하도록 방해함으로써 사람들에게 해를 끼칠 수 있는 폭력의 한 형태이다.
이 용어는 노르웨이 사회학자 요한 갈퉁이 1969년 논문 "폭력, 평화, 평화 연구"에서 처음 소개하면서 처음 만들어졌다. 갈퉁이 제안한 구조적 폭력의 몇 가지 예로는 제도화된 인종 차별, 성 차별, 계급차별 등이 있다. 구조적 폭력과 직접적 폭력은 가정폭력, 성폭력, 증오범죄, 인종폭력, 경찰 폭력, 국가 폭력, 테러리즘, 전쟁을 포함하여 매우 상호 의존적이라고 한다. 그것은 다양한 사회 구조의 사람들에게 다르게 영향을 미치는 한 사회적 불의와 매우 밀접하게 연관되어 있다.

## 같이 보기
- 갈등 이론
- 정치 폭력
- 사회적 살인